# Нижнедунайская архиепископия
Нижнедунайская архиепископия (рум. Arhiepiscopia Dunării de Jos) — епархия Румынской православной церкви с центром в городе Галац в Румынии. Входит в состав Митрополии Мунтении и Добруджи. Действует на территории жудецов Галац и Брэила.
Правящий архиерей — архиепископ Нижнедунайский Кассиан (Крэчун) (с 24 июля 1994 года).

## История
После Крымской войны Россия была вынуждена передать территорию Южной Бессарабии Молдавскому княжеству. 3 ноября 1864 года была образована Нижнедунайская епархия с центром в городе Измаиле, в которую входила территория Южной Бессарабии (за исключением Кагула) и Ковурлуйский уезд (центр — Галац). Новую епархию возглавил Мелхиседек (Стефанеску), основавший Измаильскую духовную семинарию и проводивший активную миссионерскую деятельность среди старообрядцев. По результатам Русско-турецкой войны (1877—1878) Южная Бессарабия вернулась в состав Российской империи, а в церковном отношении — в состав Кишинёвской и Хотинской епархии Русской православной церкви. Кафедра Нижнедунайских епископов переместилась в город Галац. Взамен Румыния получает от Османской империи территорию Северной Добруджи и 16 марта 1879 года включает эту территорию в состав Нижнедунайской епархии.
В 1918 году румынские войска занимают Бессарабию. Территория Аккерманского, Измаильского и Кагульского уездов включена в состав Нижнедунайской епархии Румынской православной церкви, но вскоре было образовано Четатя-Албское викариатство Кишинёвской епархии, которое в 1923 году стало самостоятельной епархией.
В 1923 году территория Констанцкого, Яломицкого, Дуросторского и Калиакрского уездов переданы в состав восстановленной Томисской епархии. В 1949 году ей также был передан Тулчинский уезд, но в 1950 году она была упразднена, а её территория вернулась в Нижнедунайскую епархию. В 1975 году епархия возведена в ранг архиепископии и стала называться Томисской (Томийской) и Нижнедунайской. 12 февраля 1990 года Томисская архиепископия была восстановлена, в связи с чем, Нижнедунайская епархия вновь имела ранг епископии. 27 сентября 2009 года епархия снова возведена в ранг архиепископии.

## Благочиния
По состоянию на 2019 год приходы архиепископии разделены на восемь благочиний:
- Галац — 48 городских и 14 сельских[9]
- Текуч — 12 городских и 49 сельских[10]
- Тыргу-Бужор — 4 городских и 72 сельских[11]
- Ковурлуй — 34 сельских[12]
- Никорешти — 36 сельских[13]
- Брэила — 28 городских и 32 сельских[14]
- Фэурей — 3 городских и 47 сельских[15]
- Ынсурэцей — 2 городских и 42 сельских[16]

## Монастыри
На 2019 год в архиепископии действуют монастыри и скиты:
- Монастырь Успения Пресвятой Богородицы (Адам)
- Монастырь Святой Троицы (Бучумени)
- Монастырь Святых Мучеников Брынковенских (Кырломэнешти)
- Монастырь Рождества Пресвятой Богородицы (Кудалби)
- Монастырь Святого Великомученика Пантелеимона (Лаку-Сэрат)
- Монастырь Рождества Святого Иоанна Предтечи (Мэксимени)
- Монастырь Святого Мученика Трифона (Шендрени)
- Монастырь Святых Трёх Иерархов (Тофля)
- Монастырь Успения Пресвятой Богородицы (Владимирешти)
- Монастырь Святых Архангелов (Меток, Галац)
- Монастырь Святого Иоанна Златоуста и Святой Преподобной Макрины (Галац)
- Монастырь Святого Василия Великого и Святой Преподобной Параскевы (Галац)
- Скит Преподобного Рафаила Бурсуканского (Зимбру)

## Архиереи
- Мелхиседек (Стефанеску) (10 мая 1865 — 22 февраля 1879)
- Иосиф (Георгиан) (24 марта 1879 — 22 ноября 1886)
- Парфений (Клинчени) (10 декабря 1886 — 8 февраля 1902)
- Пимен (Джорджеску) (11 февраля 1902 — 5 февраля 1909)
- Нифон (Никулеску) (22 марта 1909 — 1 января 1922)
- Платон (Чосу) (январь 1922 — март 1923) в/у
- Иаков (Антонович) (29 марта 1923 — 19 марта 1924)
- Платон (Чосу) (апрель — июнь 1924) в/у
- Косма (Петрович) (25 июня 1924 — 29 августа 1947)
- Анфим (Ника) (15 сентября 1947 — февраль 1950) в/у
- Кесарий (Пэунеску) (26 февраля 1950 — 15 марта 1973)
- Анфим (Ника) (10 июня 1973 — 1 мая 1994)
- Кассиан (Крэчун) (с 24 июля 1994 года)